# Spiramycin
Spiramycin ist ein Makrolidantibiotikum. Es wurde zuerst gewonnen aus der in Nordfrankreich aufgefundenen Streptomycesart Streptomyces ambofaciens und von Grünenthal als Selectomycin gehandelt. Spiramycin wirkt gegen verschiedene Bakterienarten und kann auch bei Toxoplasmose  eingesetzt werden. Heutzutage stellt eine Toxoplasmose in der Schwangerschaft für gewöhnlich die einzige Indikation für Spiramycin dar.

## Wirkung
Spiramycin bindet an die 50S-Untereinheit von Prokaryotischen Ribosomen. Der Mechanismus beobachteter Resistenzen ist noch nicht vollständig aufgeklärt und kann je nach Organismus unterschiedlich sein.

## Eigenschaften
Pharmazeutische Qualitäten des Spiramycins werden aus bestimmten Stämmen von Streptomyces ambofaciens gewonnen oder nach anderen Verfahren hergestellt.
Die Hauptkomponente ist Spiramycin I; daneben sind Spiramycin II (4-O-Acetyl-spiramycin I) und Spiramycin III (4-O-Propanoyl-spiramycin I) vorhanden.
Zusammensetzung (als getrocknete Substanz)
- Spiramycin I: mindestens 80,0 %
- Spiramycin II: höchstens 5,0 %
- Spiramycin III: höchstens 10,0 %
- Summe der Gehalte an Spiramycin I, II und III: mindestens 90,0 %[7]

Als Verunreinigungen treten diverse Strukturverwandte auf wie etwa Spiramycin IV, Spiramycin V, Spiramycin-Dimer, Neospiramycin I, Neospiramicin II und Neospiramicin III (je maximal 2,0 %, in Summe maximal 10,0 %).

## Handelsnamen

### Humanmedizin
- Monopräparate: Rovamycine (A, D, CH), Selectomycin (D)

### Veterinärmedizin
- Monopräparate: Spiramastin ad us. vet. (CH), Suanovil 20 ad us. vet. (CH)
- Kombinationspräparate: Suanatem ad us. vet. (Hunde) VET  mit Metronidazol (D), Kanamastine 400 ad us. vet. mit Kanamycin (CH), Stomorgyl ad us. vet. mit Metronidazol (CH)